# Private Investigations
Private Investigations est une chanson du groupe britannique Dire Straits parue sur l'album Love over Gold en 1982, écrite par Mark Knopfler. 
D'une longueur inhabituelle de 6 min 45 s, elle a atteint la deuxième place des classements britanniques et la première place aux Pays-Bas.
Le riff du titre a été utilisé dans plusieurs publicités (Crédit agricole en 1984, British Telecom en 1994, etc.).
La chanson a donné son nom à une Web radio dédiée à Mark Knopfler et ses compositions.

## Composition
La chanson commence par une nappe de synthétiseurs, introduisant une lente mélodie au piano et un accompagnement et chorus (solo) sur une guitare classique ou flamenco, reste la fameuse National Style O (Dobro), une guitare métallique à haute résonance à l’apparence et au son si particuliers avec, au dos, le canoë et ses palmiers que l'on pourra d'ailleurs observer sur la pochette de l'album Brothers in Arms de 1985 avec les titres Romeo and Juliet et The Man too Strong. L'originalité repose sur l'orchestration, utilisant en particulier le vibraphone et le marimba par Mike Mainieri, invité pour l'occasion. 

## Personnel
- Mark Knopfler : Guitare, chant
- Hal Lindes : Guitare
- John Illsley : Basse
- Alan Clark : Claviers, synthétiseur
- Pick Withers : batterie, percussions

## Musiciens additionnels
- Mike Manieri : Vibraphone et marimbas
- Ed Walsh : Programmation du synthétiseur